# Jan Chrzciciel de Grandville Malletski
Jan Chrzciciel de Grandville Malletski herbu Bastion, franc. Jean-Baptiste Mallet de Grandville (ur. 27 listopada 1777 w Marsylii, zm. 30 listopada 1846 w Zbożennej) – francuski inżynier wojskowy w służbie polskiej i rosyjskiej, generał dywizji Wojska Polskiego, wolnomularz.

## Życiorys
Ukończył szkołę wojskową w Metzu. Brał udział w kampaniach: we Włoszech (1795-1798), Niemczech (1798) i Holandii (1799-1804). W sztabie armii napoleońskiej odbył kampanię w Prusach (1806-1807); pod Pruską Iławą dostał się do niewoli w lutym 1807 (przetrzymywany był w Rydze). 
Po uwolnieniu w sierpniu 1807 przeznaczony został do armii Księstwa Warszawskiego. Brał udział w projektowaniu i rozbudowie fortyfikacji Modlina i Zamościa. 4 marca 1809 roku został dyrektorem generalnym Korpusu Inżynierów. 
Walczył pod Raszynem (1809), Górą (1809), Sandomierzem (1809), Smoleńskiem (1812) i Możajskiem (1812) oraz Lipskiem (1813), gdzie dostał się do niewoli. W 1815 awansowany na generała. Po zwolnieniu pozostał w Polsce, przyjmując służbę w armii Królestwa Polskiego.
Postanowieniem cara Rosji i króla Polski Aleksandra I z 3 (15) października 1816 roku otrzymał naturalizację w Królestwie Polskim z nadaniem praw obywatela i szlachcica, i pozwoleniem na używanie nazwiska „Grandville-Malletski”. Był dyrektorem - dowódcą Korpusu Inżynierów, początkowo w stopniu generała brygady, a później generała dywizji. 
Od czerwca 1824 do końca 1831 kierował budową Kanału Augustowskiego. Po aresztowaniu Ignacego Prądzyńskiego przywłaszczył sobie projekt Kanału, fałszując dokumenty autorstwa Prądzyńskiego. Po wybuchu powstania listopadowego, za dyktatury generała Józefa Chłopickiego był kwatermistrzem generalnym i przewodniczącym Komitetu Artylerii i Inżynierów; po przejęciu dowództwa przez generała Skrzyneckiego stopniowo był usuwany ze stanowisk. Po kapitulacji Warszawy przeszedł do wojska rosyjskiego w randze generała-lejtnanta. Przeniesiony został do Kronsztadu, gdzie prowadził prace fortyfikacyjne. W 1837 poprosił o dymisję i powrócił do Królestwa Polskiego. Osiadł we wsi Zbożenna koło Opoczna, w dobrach swojej pierwszej żony — Wiktorii Szydłowskiej. 
Jego drugą żoną była Adela, córka Chryzantego Krasińskiego (1777-1819, brat generała Izydora Krasińskiego), ich dzieckiem była literatka Waleria Marrené-Morzkowska (1832-1903).
Zmarł 30 listopada 1846 w Zbożennej. Pochowany został w Skrzyńsku (epitafium znajduje się w miejscowym kościele).

## Ordery i odznaczenia
- Order Świętego Stanisława II klasy (1816)[5].
- Znak Honorowy za 20 lat służby - 1830[6]